# Palaeorhiza persimilis
Palaeorhiza persimilis là một loài Hymenoptera trong họ Colletidae. Loài này được Hirashima mô tả khoa học năm 1983.